# Бланчфлауэр, Дэвид
Дэвид Грэм Бланчфлауэр (англ. David Graham Blanchflower; 2 марта 1952) — британо-американский экономист.
Бакалавр университета Лестера (1973); магистр Уэльского университета (1981); доктор философии Лондонского университета (1985). Работал в университете Суррея (1986—1989) и Дартмутском колледже (с 1989; профессор с 1993).
За книгу «Кривая заработной платы» - в соавт. с Эндрю Освальдом, опубликованную издательством MIT Press в 1994 году, - соавторы удостоятся премии Ричарда Лестера за выдающиеся книги в области экономики труда и трудовых отношений.

## Основные произведения
- «Экономические эффекты участия в прибыли» (The economic effects of profit sharing, 1991);
- «Неполная занятость в странах ОЭСР» (Self-Employment in OECD Countries, 2000).